# هانس گئورگ درسن
هانس گئورگ درسن (انگلیسی: Hans-Georg Dreßen؛ زادهٔ ۳۰ دسامبر ۱۹۶۴) بازیکن فوتبال اهل آلمان است.
از باشگاه‌هایی که در آن بازی کرده‌است می‌توان به باشگاه فوتبال کلن و باشگاه فوتبال بروسیا مونشن‌گلادباخ اشاره کرد.
وی همچنین در تیم ملی فوتبال زیر ۲۱ سال آلمان بازی کرده‌است.